# Plage de la pointe Le Breton
La plage de la pointe Le Breton, est une plage de sable ocre située au nord de Deshaies, en Guadeloupe.

## Description
La plage de la pointe Le Breton, longue de 787 m, se situe au nord de Deshaies, entre la pointe le Breton (au sud) et la pointe Rifflet (au nord). Seule une centaine de mètres à la pointe Le Breton est ouverte à la baignade, le reste de la plage étant un espace protégé pour la reproduction des tortues marines. De même, de nombreux oursins y occupent les roches affleurantes sur la distance interdite à la baignade.

## Galerie

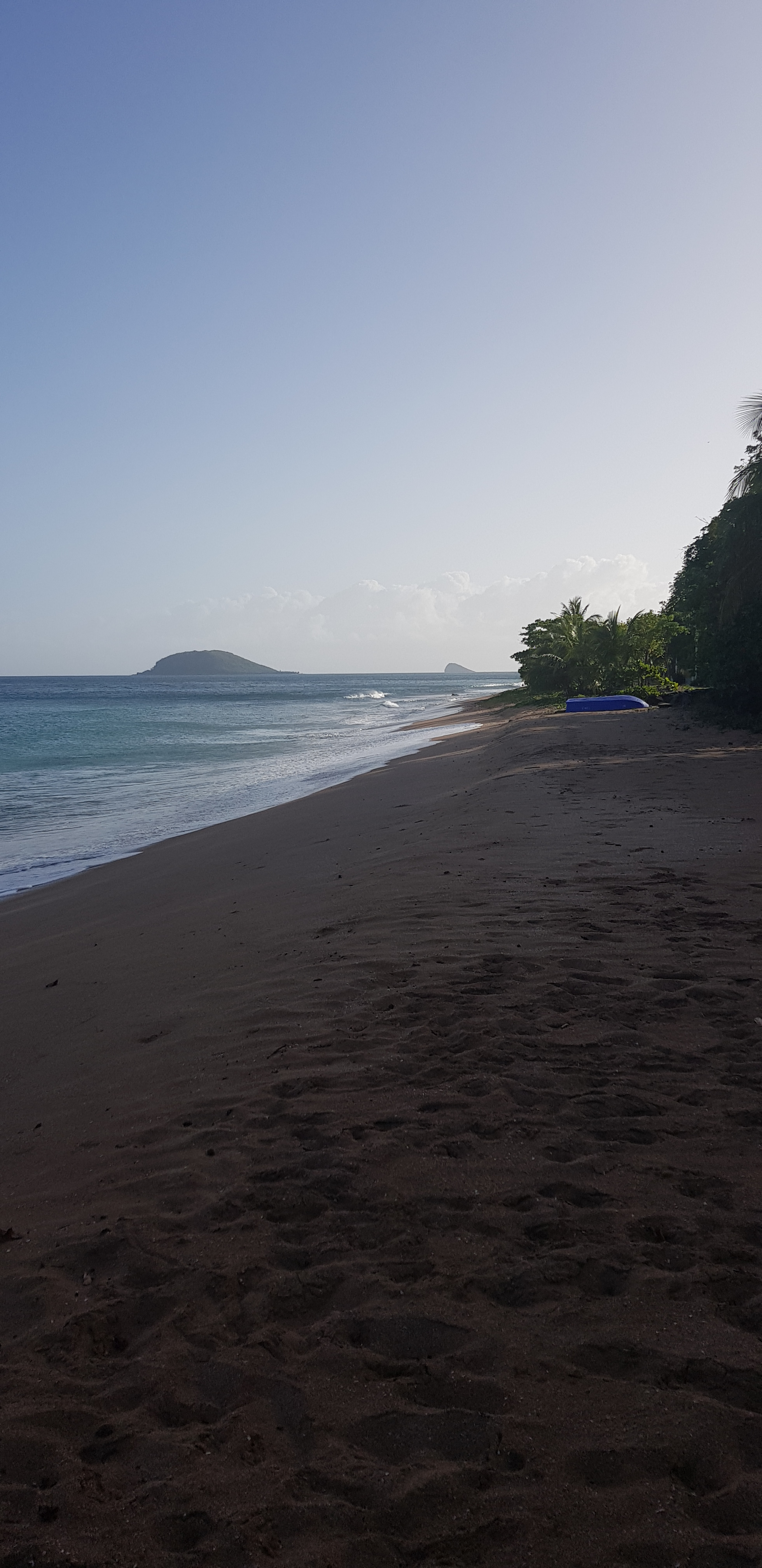
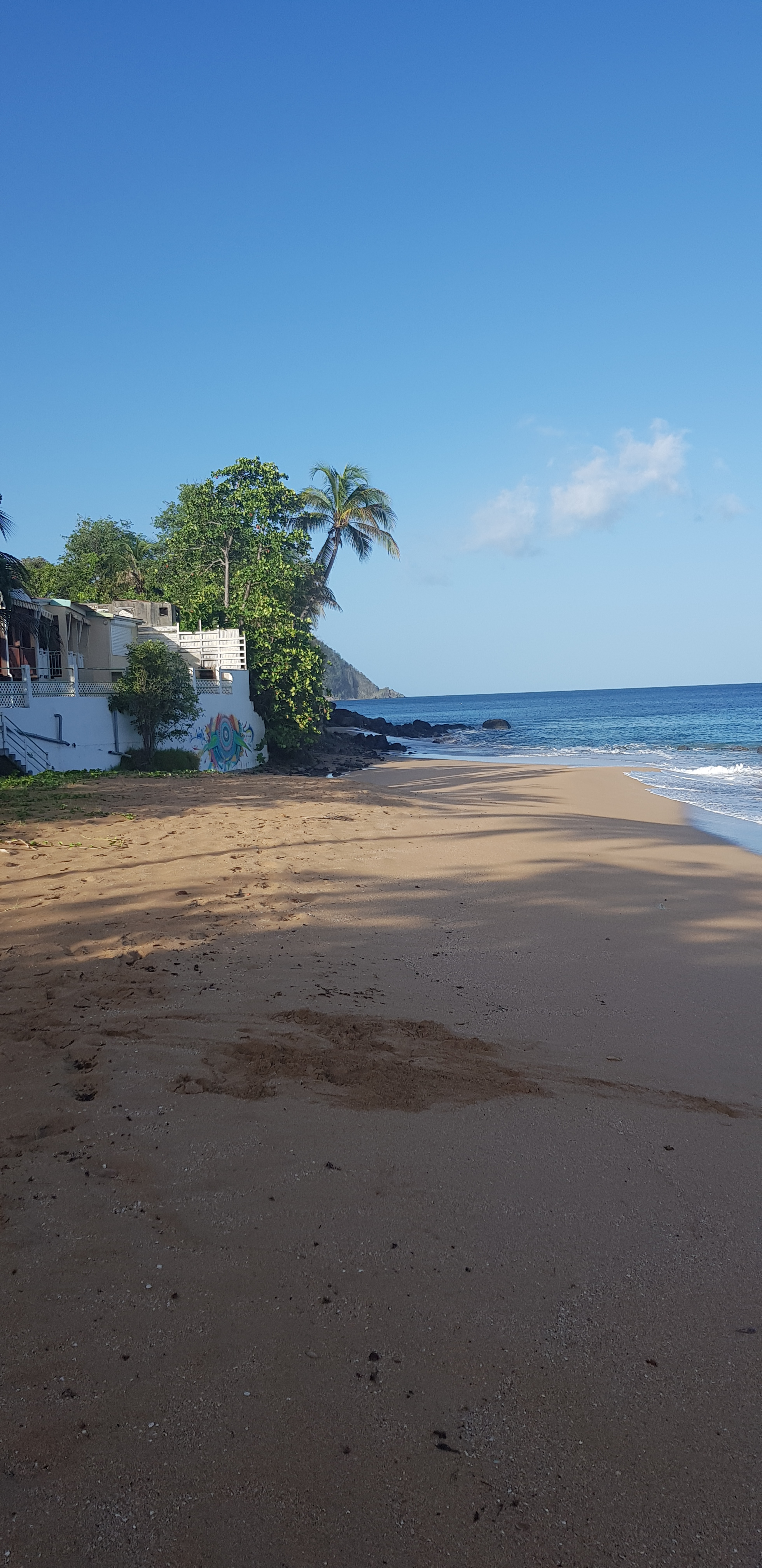
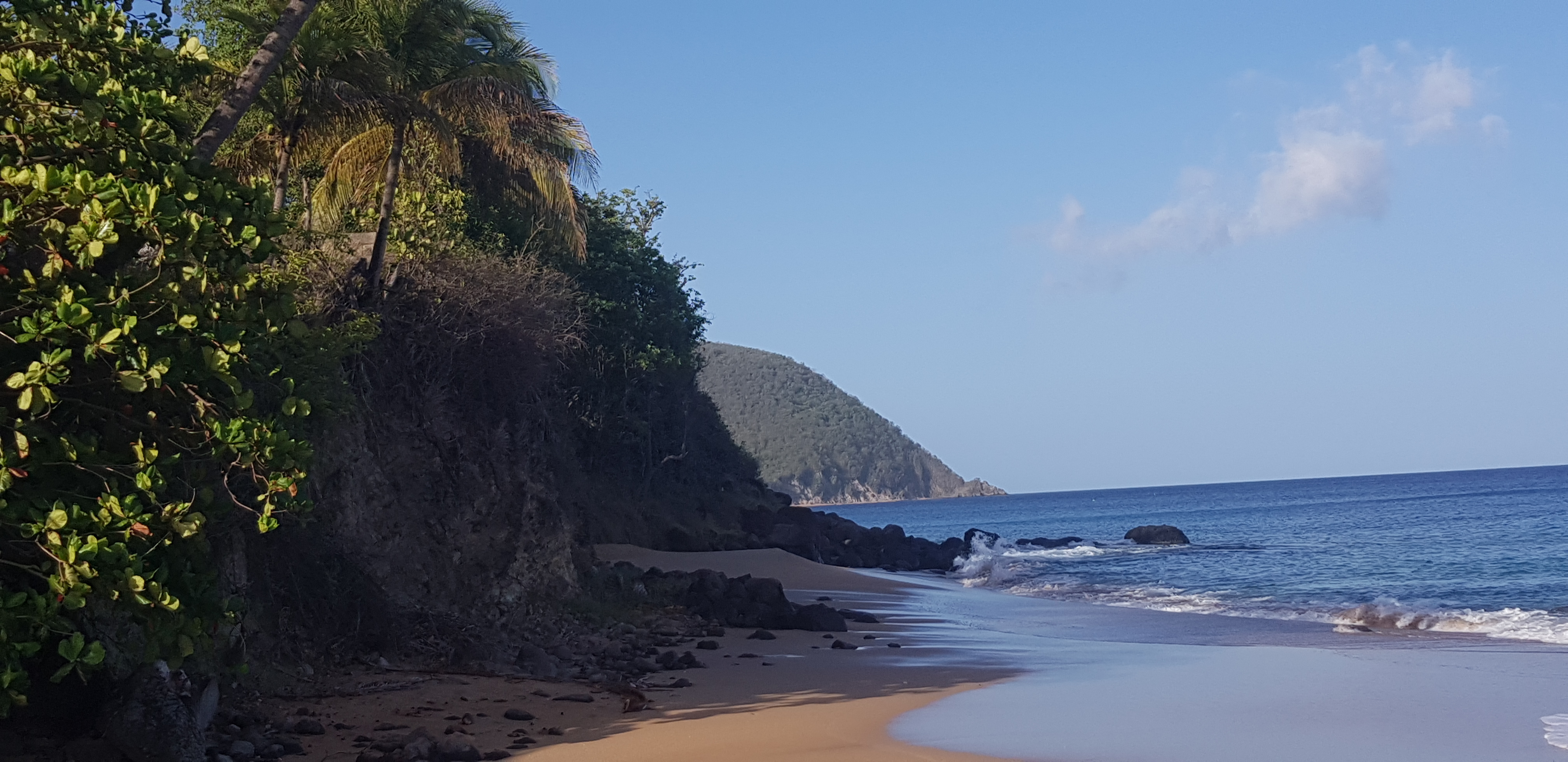
La pointe le Breton